# Djuphåltjärnen
Djuphåltjärnen är en sjö i Dorotea kommun i Lappland och ingår i Ångermanälvens huvudavrinningsområde. Sjön har en area på 0,0596 kvadratkilometer och ligger 306 meter över havet. Vid provfiske har abborre, gädda och mört fångats i sjön.

## Delavrinningsområde
Djuphåltjärnen ingår i det delavrinningsområde (713417-153144) som SMHI kallar för Ovan Mårdsjöbäcken. Medelhöjden är 346 meter över havet och ytan är 47,71 kvadratkilometer. Räknas de 9 avrinningsområdena uppströms in blir den ackumulerade arean 205,01 kvadratkilometer. Bergvattenån (Fjällån) som avvattnar avrinningsområdet har biflödesordning 4, vilket innebär att vattnet flödar genom totalt 4 vattendrag innan det når havet efter 263 kilometer. Avrinningsområdet består mestadels av skog (69 procent) och sankmarker (26 procent). Avrinningsområdet har 0,69 kvadratkilometer vattenytor vilket ger det en sjöprocent på 1,5 procent.